# Tricalamus menglaensis
Tricalamus menglaensis är en spindelart som beskrevs av Wang 1987. Tricalamus menglaensis ingår i släktet Tricalamus och familjen Filistatidae. Inga underarter finns listade i Catalogue of Life.